# 군거투코투코
군거투코투코(Ctenomys sociabilis)는 투코투코과에 속하는 설치류의 일종이다. 아르헨티나의 토착종이다. 자연 서식지는 아열대 또는 열대 기후 지역의 건조 저지대 초원이다.

## 분포
군거투코투코는 해발 약 1000m의 중습 목초지 지역에서 발견된다. 분포 면적은 약 700 km2으로 작고, 동쪽으로 리오 리마이 지역부터 북쪽으로 리오 트라풀 지역, 남쪽으로 라고 나우엘 우아피 지역까지이다.

## 습성
군거투코투코의 독특한 특징 중 하나는 무리 생활을 하는 특징이다. 성체 투코투코는 굴을 공유하고, 암컷은 자신이 태어난 장소에 머무르며 공동 육아를 하는 경향이 있다. 높은 사회성을 갖고 있지만, 유전적 다양성을 훨씬 적은 것처럼 보인다.